# Soiuz 26
Soiuz 26 (rus: Союз 26, Unió 26) va ser un vol espacial tripulat de la Unió Soviètica, utilitzat per llançar la tripulació de la Saliut 6 EO-1, la primera tripulació de llarga duració en l'estació espacial Saliut 6.
La nau espacial Soiuz va ser llançada el 10 de desembre de 1977, i es va acoblar amb l'estació l'endemà. La Soiuz 27 va arribar a l'estació en gener de 1978, i la seva tripulació de dues persones van ser transferides a la nau espacial Soiuz 26 per desacoblar-se i aterrar uns pocs dies després.

## Tripulació
| Posició         | Cosmonauta de llançament                 | Cosmonauta d'aterratge                       |
| --------------- | ---------------------------------------- | -------------------------------------------- |
| Comandant       | Iuri Romanenko EO-1 Primer vol espacial  | Vladímir Djanibékov EP-1 Primer vol espacial |
| Enginyer de vol | Gueorgui Gretxko EO-1 Segon vol espacial | Oleg Màkarov EP-1 Tercer vol espacial        |

### Tripulació de reserva
| Posició                                                                 | Cosmonauta            | Cosmonauta            |
| ----------------------------------------------------------------------- | --------------------- | --------------------- |
| Comandant                                                               | Vladímir Kovaliónok   | Vladímir Kovaliónok   |
| Enginyer de vol                                                         | Aleksandr Ivantxénkov | Aleksandr Ivantxénkov |
| Les tripulacions de llançament i aterratge tenien els mateixos reserves |                       |                       |

## Paràmetres de la missió
- Massa: 6800 kg
- Perigeu: 193 km
- Apogeu: 246 km
- Inclinació: 51,65°
- Període: 88,67 minutes